# Kimarra McDonald
Kimarra McDonald (ur. 14 sierpnia 1987 w Newark w stanie New Jersey) – amerykańska lekkoatletka specjalizująca się w biegach średniodystansowych.
3 maja 2015 w Nassau jamajska sztafeta w składzie: Kimarra McDonald (czas na zmianie: 2:03,82), Simoya Campbell (2:03,79), Natoya Goule (2:01,43) oraz Samantha James (2:07,00) ustanowiła rekord USA w sztafecie 4 × 800 metrów – 8:16,04.

## Rekordy życiowe
- Bieg na 800 metrów – 2:02,07 (2017)